# Kis-Benedek József
Kis-Benedek József (Dédes, 1948. szeptember 4. –) magyar katonai hírszerző, biztonsági szakértő, a hadtudományok doktora. Nyugállományú ezredes, katonai pályáját végig a Katonai Felderítő Hivatalban, illetve annak elődszervezeteiben futotta be. A Magyar Tudományos Akadémia köztestületének, valamint az MTA Hadtudományi Bizottságának a tagja.

## Pályafutása
Tanulmányait a Kossuth Lajos Katonai Főiskolán, a Zrínyi Miklós Katonai Akadémián, majd a Zrínyi Miklós Nemzetvédelmi Egyetem Doktori Iskolájában végezte. Nagy-Britanniában nemzetközi hírszerző igazgatói tanfolyamon, Izraelben nemzetközi összekötői tanfolyamon vett részt. Öt nyelvből szerzett nyelvvizsgát.
Katonai pályáját csapatszolgálattal kezdte, majd az MNVK 2. Csoportfőnökség (Felderítő Csoportfőnökség), illetve a rendszerváltás után annak utódszervezete, a Katonai Felderítő Hivatal állományában dolgozott. Ebben a minőségében 10 évet szolgált katonadiplomáciai poszton külföldön, Belgiumban, Romániában, Izraelben. Nyugállományba vonulása előtti utolsó beosztása elemző-értékelő igazgatóhelyettes volt.
A Magyar Hadtudományi Társaságnak 2003 óta tagja, 2006-tól a Nemzetbiztonsági Szakosztály elnöke. A Felderítők Társasága Egyesületének elnökségi tagja.
Oktató tevékenységet folytatott a Budapesti Corvinus Egyetemen, a Zsigmond Király Egyetemen, valamint a Nemzeti Közszolgálati Egyetemen.
A 2010-es évek második felétől rendszeresen szerepel biztonsági szakértőként rádió- és televízióműsorokban.
Rendszeresen publikál tanulmányokat, könyvei is megjelentek.

## Főbb művei
- Dzsihadizmus, radikalizmus, terrorizmus; Zrínyi, Budapest, 2016
- Katonai biztonság Marokkótól Iránig; Zrínyi, Budapest, 2018

## Elismerései
- A Magyar Köztársaság Lovagrendje